# Pimpla croceiventris
Pimpla croceiventris (лат.) — вид ихневмоноидных наездников рода пимплы из подсемейства Pimplinae (Ichneumonidae, Hymenoptera). Аргентина, Бразилия, Венесуэла, Гватемала, Колумбия, Коста-Рика, Мексика, Панама, Парагвай, Перу и Эквадор.

## Описание
Перепончатокрылые насекомые-ихневмониды, которые от близких мексиканских видов отличаются следующими признаками: латеротергиты 2—5 узкие и малозаметные, шириной менее 0,2× от длины; мезосома черная с желтыми отметинами на субтегулярном выступе, щитике и заднещитике; тегулы желтые или с желтыми отметинами; мезоплеврон и нижняя часть метаплеврон полированные; щёчный промежуток длиной 0,5-0,7× больше базальной ширины мандибул. Вид был впервые описан в 1868 году американским энтомологом Э. Т. Крессоном, старшим (Ezra Townsend Cresson, senior; 1838—1926).